# Hoàng Văn Hòe
Hoàng Văn Hòe (1848 - ?) tự Vương Trực, hiệu Cổ Lâm, biệt hiệu Hạc Nhân là chiến sĩ trong phong trào Cần Vương, và là nhà thơ Việt Nam.
Ông được đánh giá là "một tấm gương lớn về tinh thần dám xả thân vì nước, và với thi tập "Hạc Nhân tùng ngôn", ông còn là một trong số các nhà thơ xuất sắc của thế kỷ 19" .

## Tiểu sử
Hoàng Văn Hòe là người làng Phù Lưu, nay thuộc phường Đông Ngàn, thành phố Từ Sơn, tỉnh Bắc Ninh. Ông là con trai thứ mười một của ngự sử Hoàng Công Định, là anh ruột của Hoàng Thụy Liên.
Vốn thông minh từ nhỏ, 7 tuổi Hoàng Văn Hòe đã đọc Hán thư, có tài thơ văn. Năm Canh Thìn (Tự Đức thứ 33, 1880), ông thi đỗ tiến sĩ, năm sau lại đậu khoa Yêm bác- chuyên về văn chương. Ông làm quan Thị độc tại triều, sau được bổ làm tri phủ ở Kiến Xương (Thái Bình).
Năm 1873, soái phủ Nam Kỳ phái Francis Garnier đem quân ra Hà Nội, lấy cớ giúp thương nghị sự tranh cãi giữa tay lái buôn Jean Dupuis và chính quyền nhà Nguyễn ở Bắc Kỳ, để đánh chiếm thành Hà Nội lần thứ nhất. Lúc đó, Hoàng Văn Hòe vừa đậu cử nhân được ba năm, ông đã tự nguyện mộ quân để hiệp với lực lượng của tướng Nguyễn Tri Phương cùng bảo vệ thành, nhưng không thành công. Tướng Nguyễn Tri Phương bị thương nặng, bị Pháp bắt, không chịu băng bó và nhịn ăn cho đến chết.
Năm 1882, đại tá Pháp Henri Rivière đem quân ra đánh thành Hà Nội lần thứ hai và xâm chiếm sang các vùng lân cận. Tổng đốc Hà Ninh Hoàng Diệu tự vẫn. Lúc này, Hoàng Văn Hòe mới giành học vị tiến sĩ được hai năm, đang làm tri phủ Kiến Xương.
Ngày 19 tháng 7 năm 1883, vua Tự Đức vừa qua đời. Ngày 20 tháng 08 năm 1883, quân Pháp tấn công và chiếm lấy cửa biển Thuận An nơi Kinh đô Huế, buộc triều đình phải ký Hòa ước Quý Mùi (tức Hòa ước Harmand, cùng ký ngày 25 tháng 8 năm 1883), chịu nhiều thua thiệt.
Khoảng niên hiệu Kiến Phúc (1883), sung ông làm Bang biện Bắc Ninh thứ vụ. Sau vì theo quân thứ mà không có công trạng, bị đổi xuống làm Kinh diên khởi cư chú.
Trước cảnh đất nước bị quân Pháp liên tiếp uy hiếp như thế, Hoàng Văn Hòe buồn rầu trả ấn từ quan để hiệp cùng đề đốc Tạ Hiện chống thực dân Pháp ở vùng Nam Định, Thái Bình.
Trong những năm 1884-1885, triều đình Huế chia làm hai phái rõ rệt: chủ chiến và chủ hòa. Biết Hoàng Văn Hòe là một sĩ phu yêu nước của xứ Bắc, phụ chính đại thần Tôn Thất Thuyết thừa lệnh vua Hàm Nghi đã triệu ông về kinh, giao chức Sử quán tu biên, nhưng thực chất là để tăng cường tướng lĩnh cho phái chủ chiến.
Đêm 22 rạng ngày 23 tháng 5 năm Ất Dậu (1885), dưới sự chỉ huy của Tôn Thất Thuyết, quân Nam triều bất ngờ nổ súng bắn vào đồn Mang Cá và Toà khâm sứ của Pháp. Theo Đại Nam chính biên liệt truyện, thì ngay khi kinh thành hữu sự, ông đã chết trong nạn nước.
Mãi mấy năm gần đây, hậu duệ của tiến sĩ Hoàng Văn Hòe mới tìm ra một mộ ông nằm ngay trên cánh đồng làng Phù Lưu (tức quê hương ông) mà bấy lâu nay không rõ danh tính. Ít lâu sau, theo quyết định của con cháu trực hệ và được chính quyền thôn xã ủng hộ, hài cốt ông được cải táng về nghĩa trang làng Phù Lưu.

## Tác phẩm
Hoàng Văn Hòe mất, có để lại tập thơ Hạc Nhân tùng ngôn gồm 319 bài thơ chữ Hán, mang nội dung ca ngợi quê hương đất nước, và ghi lại tâm sự u uất của ông trước cảnh nước mất nhà tan.
Từ năm 1963 cho đến nay, thơ ông được giới thiệu trong nhiều bộ hợp tuyển thơ văn Việt Nam. Năm 2003, nhóm biên dịch: Duy Phi-Lê Xuân Hãng-Tống Đức Nhuận phối hợp với nhà văn Thúy Toàn (hậu duệ của Hoàng Văn Hòe) cùng Trung tâm văn hóa ngôn ngữ Đông Tây đã xuất bản được tập sách Thơ chữ Hán Hoàng Văn Hòe gồm 85 bài. Giới thiệu một trong số bài thơ bộc lộ tấm lòng của tác giả:
| Phiên âm Hán-Việt: Hữu Dược sơn viên Lâu đài lịch lạc viên lâm cố Nhạn táo hoành thu phong cảnh mộ Kim nhân hốt ức Bạch Đằng công Phủ ngưỡng bồi hồi ỷ giang thụ Đại vương khởi duy huân liệt cao Trung hiếu nhất sinh chân quốc trụ Nộ lạt bất dung ngỗ nghịch nhi Thử tâm tự túc dĩ thiên cổ. | Tạm dịch nghĩa: Đến vườn Dược Sơn Lâu đài trong vườn rừng cũ trải bao biến đổi, Tiếng nhạn kêu ngang gió chiều thu. Người nay bỗng nhớ chiến công Bạch Đằng, Bồi hồi tựa cây bên sông mà ngưỡng vọng. Chỉ có Đại vương (Trần Hưng Đạo) là người công cao hơn cả, Một đời trung hiếu trụ cột của đất nước. Người từng giận, không dung sự ngỗ nghịch của con trẻ, Tấm lòng ấy đủ để lưu ngàn đời sau. |

Hiện nay ở phường Tân Quý thuộc quận Tân Phú (Thành phố Hồ Chí Minh), có con đường mang tên ông.

## Sách tham khảo
- Quốc sử quán triều Nguyễn, Đại Nam chính biên liệt truyện (Cao Xuân Dụclàm Tổng tài). Nhà xuất bản Văn Học, 2004.
- Nhiều người soạn (Huỳnh Lý chủ biên), Hợp tuyển thơ văn Việt Nam (1858-1920, quyển 2). Nhà xuất bản Văn học, 1985.
- Nguyễn Q. Thắng-Nguyễn Bá Thế, Từ điển nhân vật lịch sử Việt Nam. Nhà xuất bản KH-XH, Hà Nội, 1992.